# Beata Peters
Beata Peters (República Federal Alemana, 12 de octubre de 1959) fue una atleta alemana, especializada en la prueba de lanzamiento de jabalina en la que llegó a ser medallista de bronce mundial en 1987.

## Carrera deportiva
En el Mundial de Roma 1987 ganó la medalla de bronce en lanzamiento de jabalina, llegando hasta los 65.72 metros, por detrás de la británica Fatima Whitbread y su compatriota la también alemana Petra Felke.